# Brama Królewska w Królewcu
Brama Królewska w Królewcu (niem. Königstor, ros. Короле́вские воро́та) – zabytkowa bram miejska, jedna z siedmiu  w Królewcu. Powstała latach 1843–1850 według projektu gen. Ernsta Ludwiga von Astera, architekta Friedricha Augusta Stülera. Dekoracje rzeźbiarskie wykonał Wilhelm Ludwig Stürmer. W inauguracji budowy bramy 30 sierpnia 1843 r. brał udział król Prus Fryderyk Wilhelm IV.

## Architektura
Tak jak pozostałe bramy Królewca, brama ta została zbudowana w stylu neogotyckim. Budynek wykonano z cegły.
Przejazd bramowy ma szerokość 4,5 m, po jego obu stronach usytuowane są dawne kazamaty, które od strony miasta posiadały okna i drzwi, natomiast od strony zewnętrznej – strzelnice Brama składa się z 3 portali. Boczne stanowią część kazamat, w środkowej znajduje się przejazd bramowy. Budynek posiada 2 kondygnacje, które wyraźnie rozdziela gzyms. Brama posiada 8 baszt. Druga kondygnacja bramy posiada trzy nisze, w których znajdują się 3 rzeźby przedstawiające (od lewej) króla Czech Przemysła Ottokara II, króla Prus Fryderyka I i księcia Albrechta I. Pod płaskorzeźbami umieszczone zostały herby Czech, Prus i Brandenburgii, natomiast nad niszami znajdują się herby Smalandii i Natangii. Mury mają grubość 2 m, natomiast sklepienia – 1,25 m. W budynku wykorzystano sklepienia krzyżowe.

## Prace konserwatorskie
Po II wojnie światowej brama znajdowała się w tragicznym stanie, w wyniku bombardowań. Rzeźby i cegły elewacji zostały prawie całkowicie zniszczone. Przejście przez bramę zostało zamknięte. Mimo iż w 1960 r. rozporządzeniem Rady Ministrów RFSRR Brama Królewska została uznana za zabytek sztuki fortyfikacyjnej i objęta ochroną państwa, prace konserwatorskie prowadzono dopiero w 2004 roku, w oparciu o zdjęcia historyczne. W pracach uczestniczyli polscy konserwatorzy, a także specjaliści z Ermitażu petersburskiego. Budynek dla odwiedzających otwarto latem 2005 r.

## Galeria

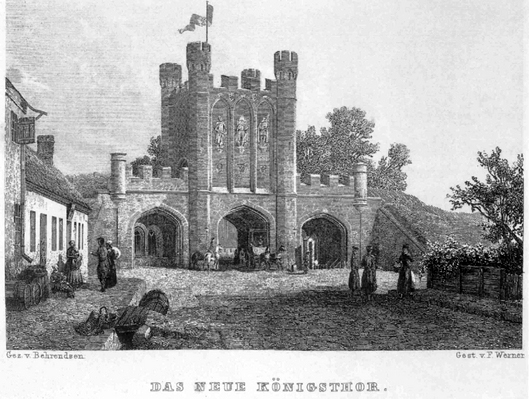
Brama w XIX w.
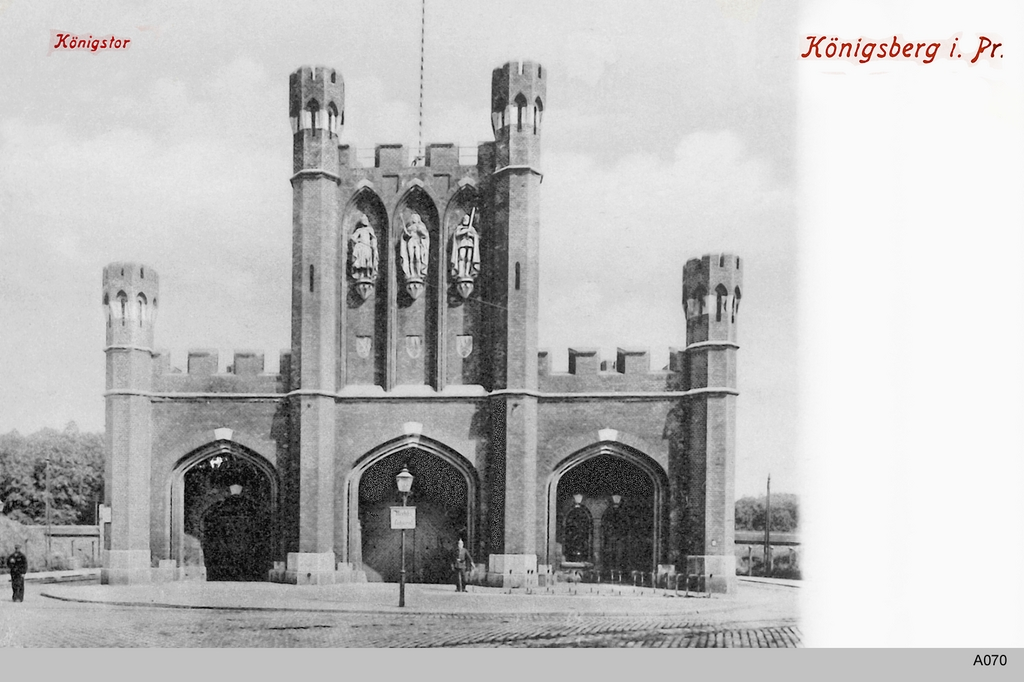
Brama w Cesarstwie Niemieckim
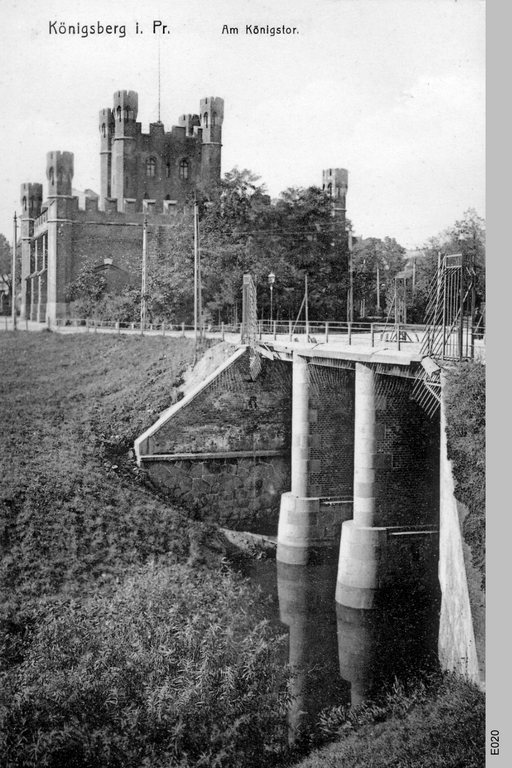
Widok na bramę spoza miasta.
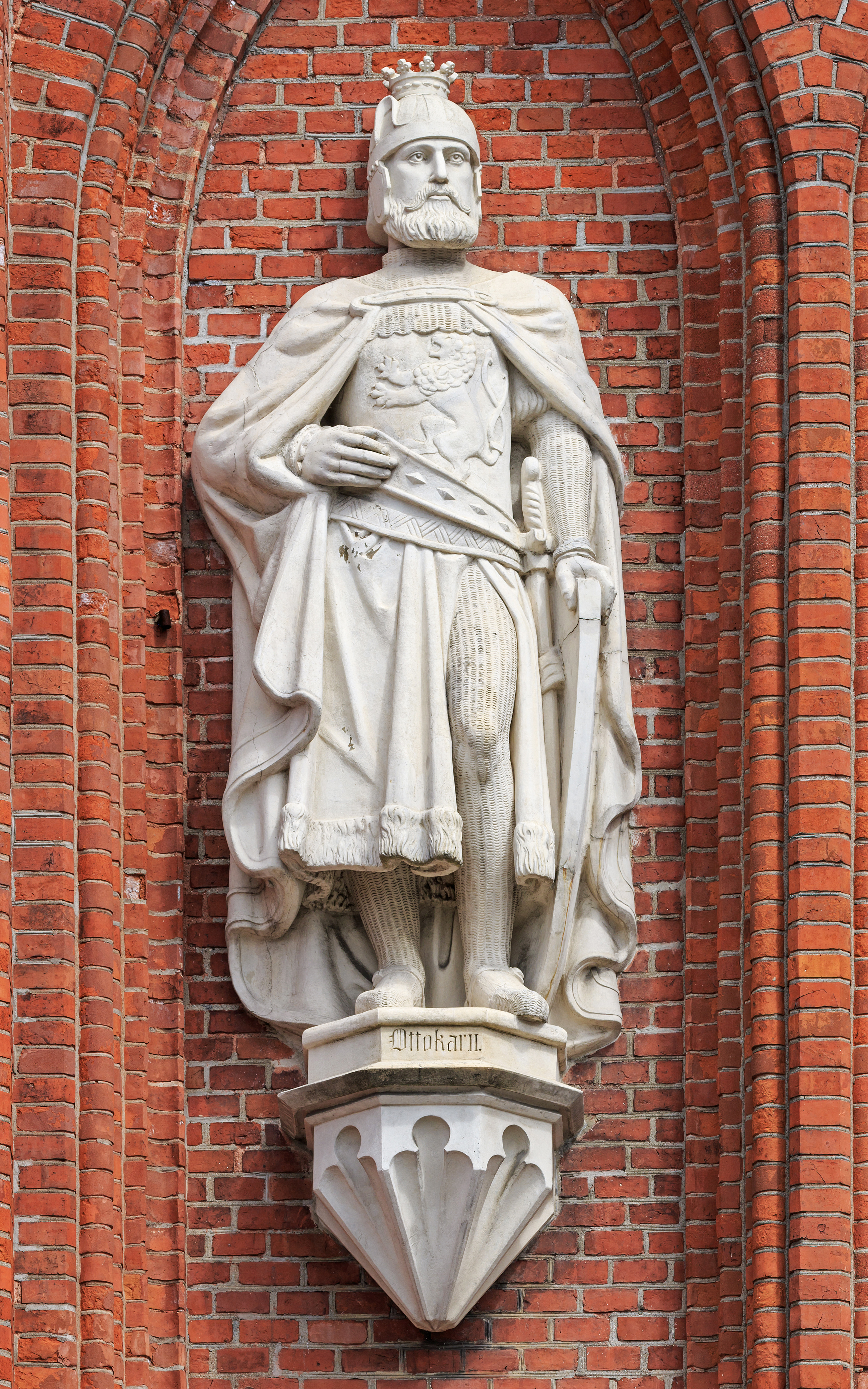
Rzeźba Przemysła Ottokara II
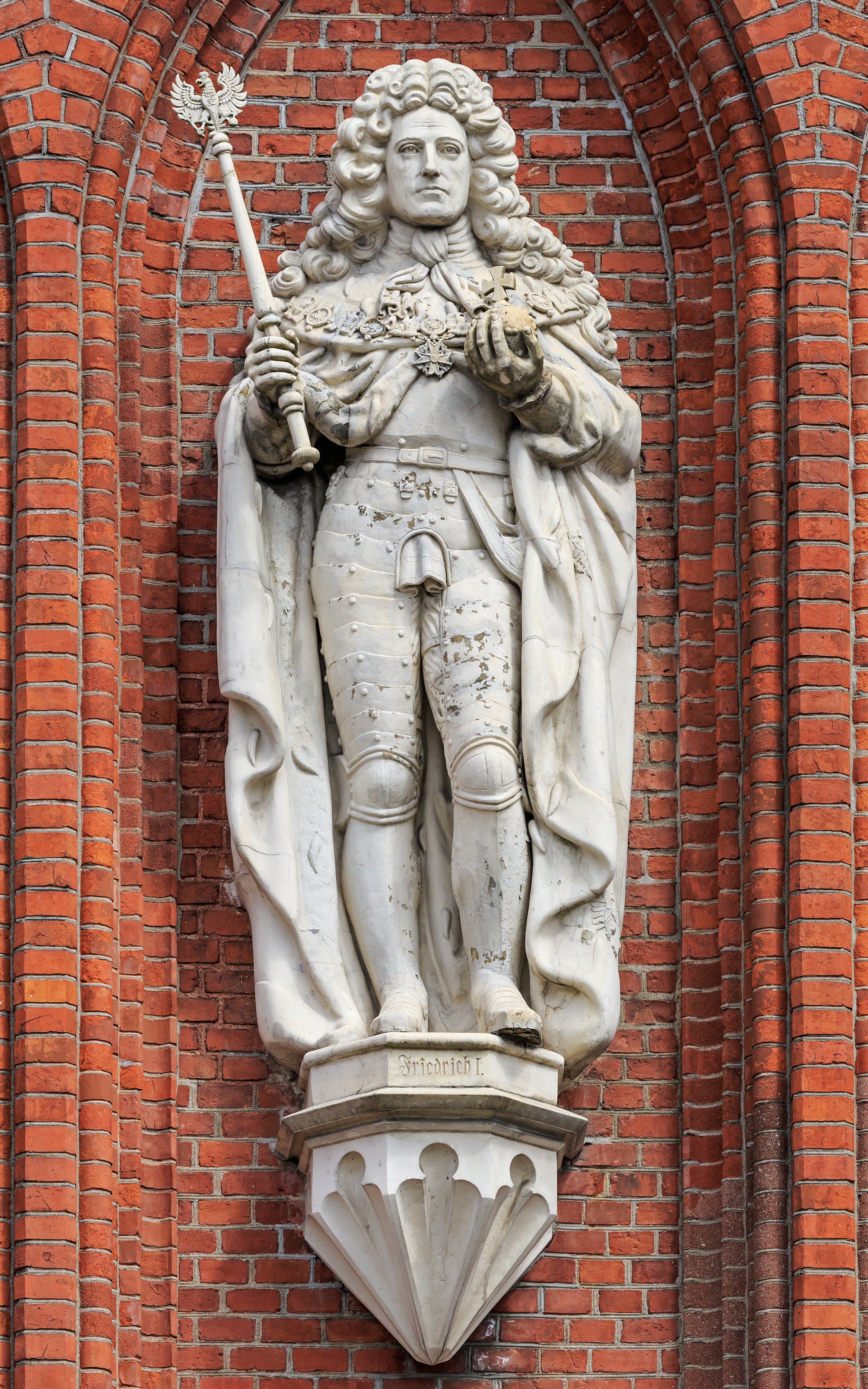
Rzeźba Fryderyka I
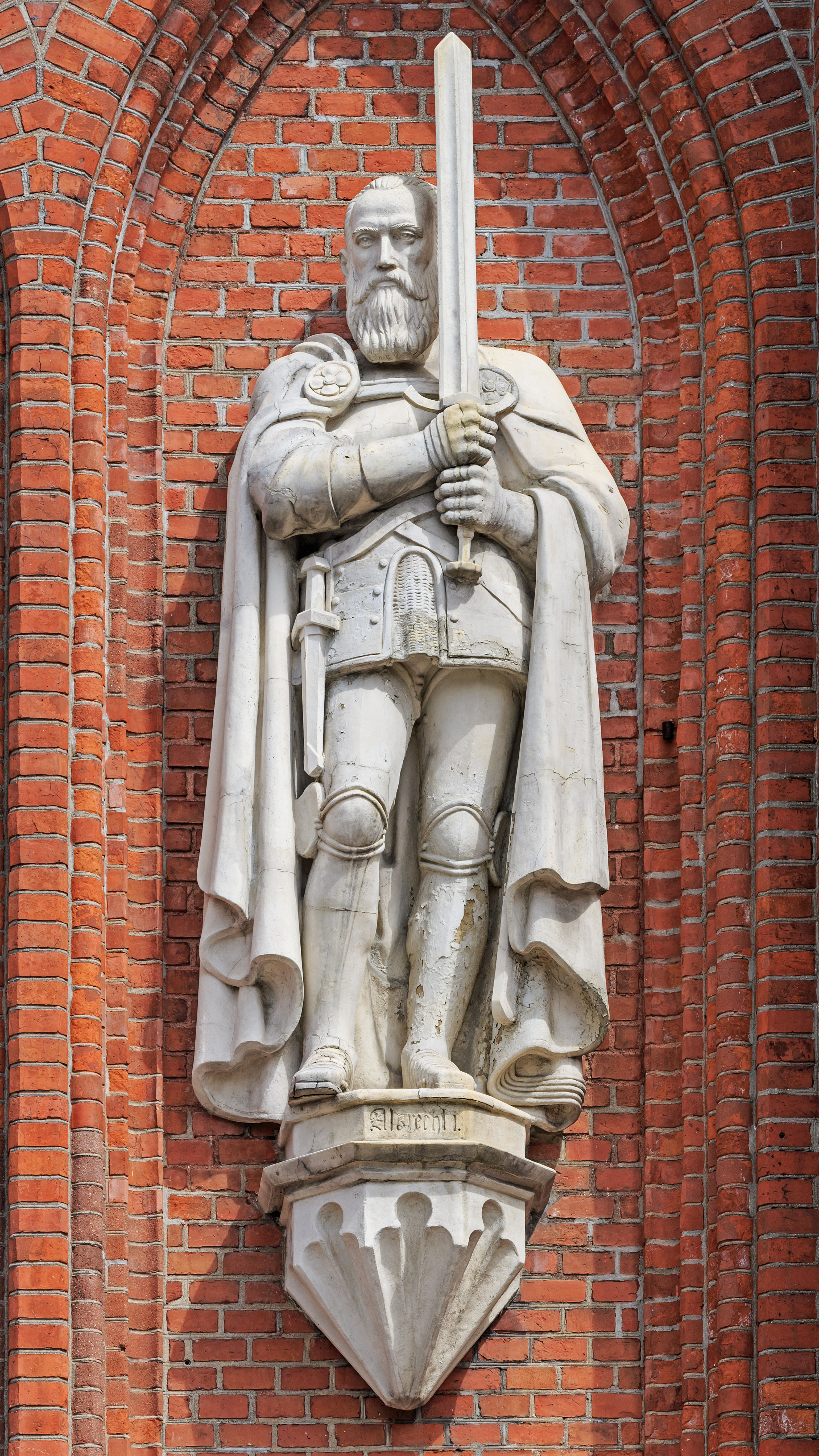
Rzeźba Albrechta I
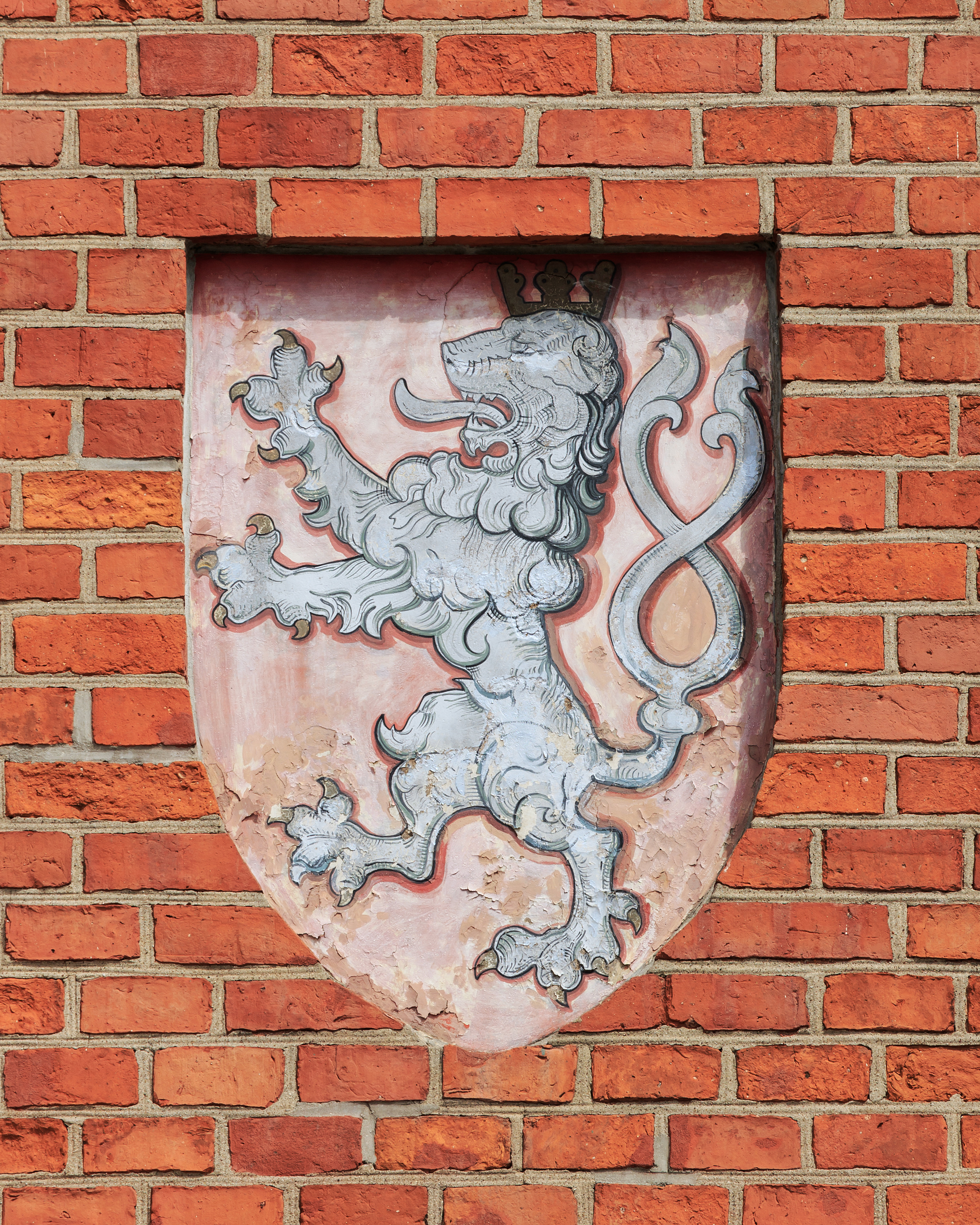
Herb Czech
Herb Czech
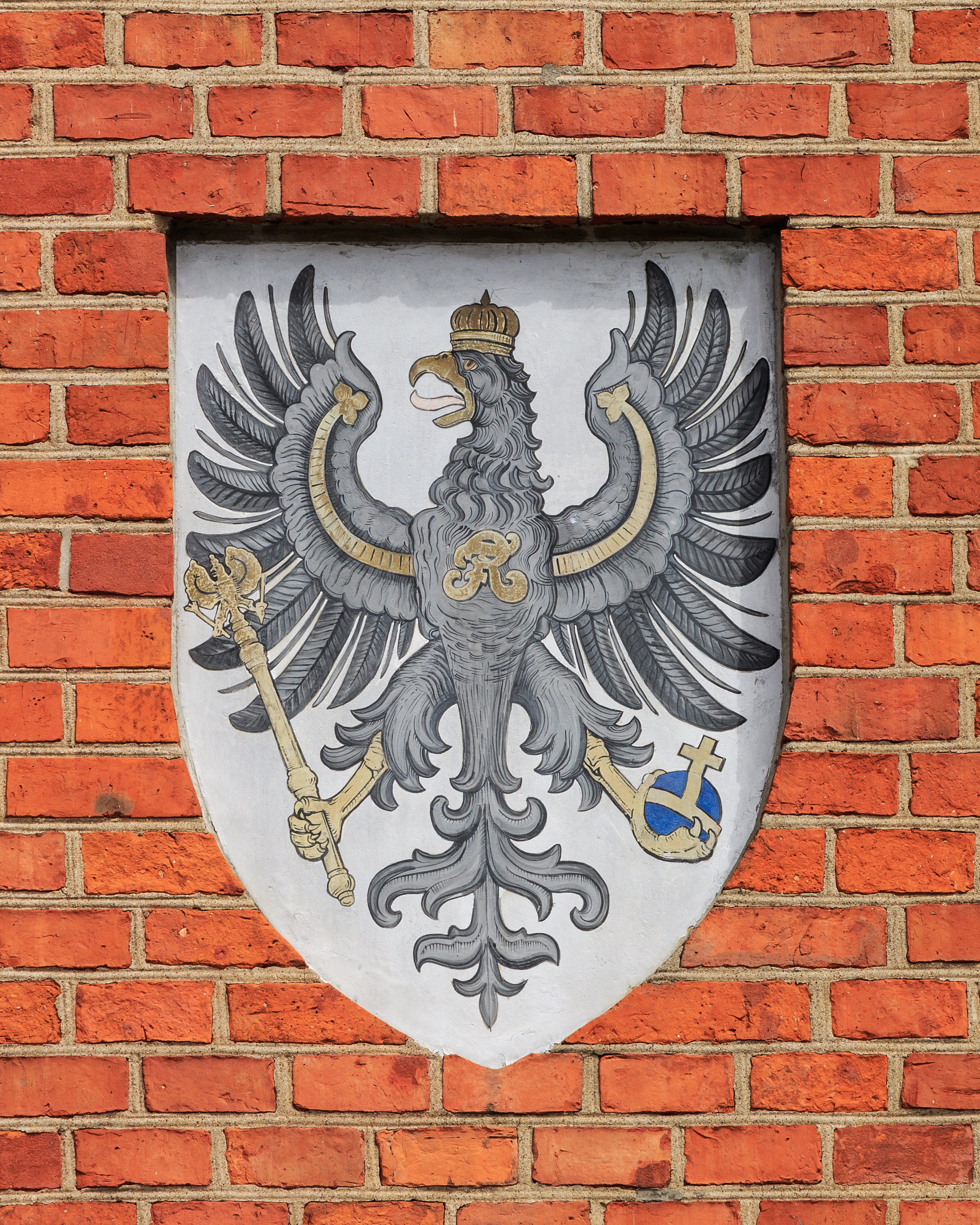
Herb Prus
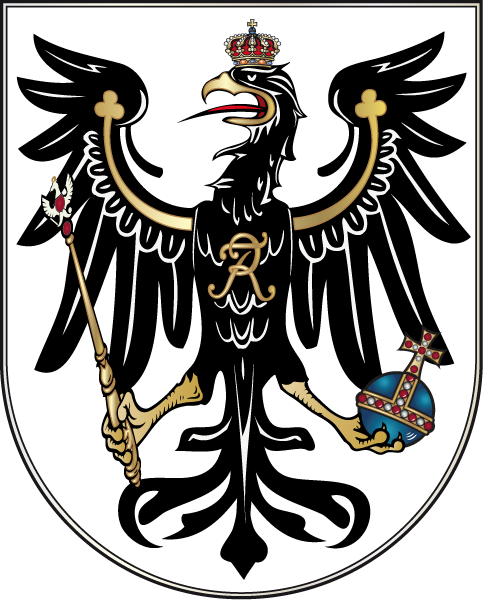
Herb Prus
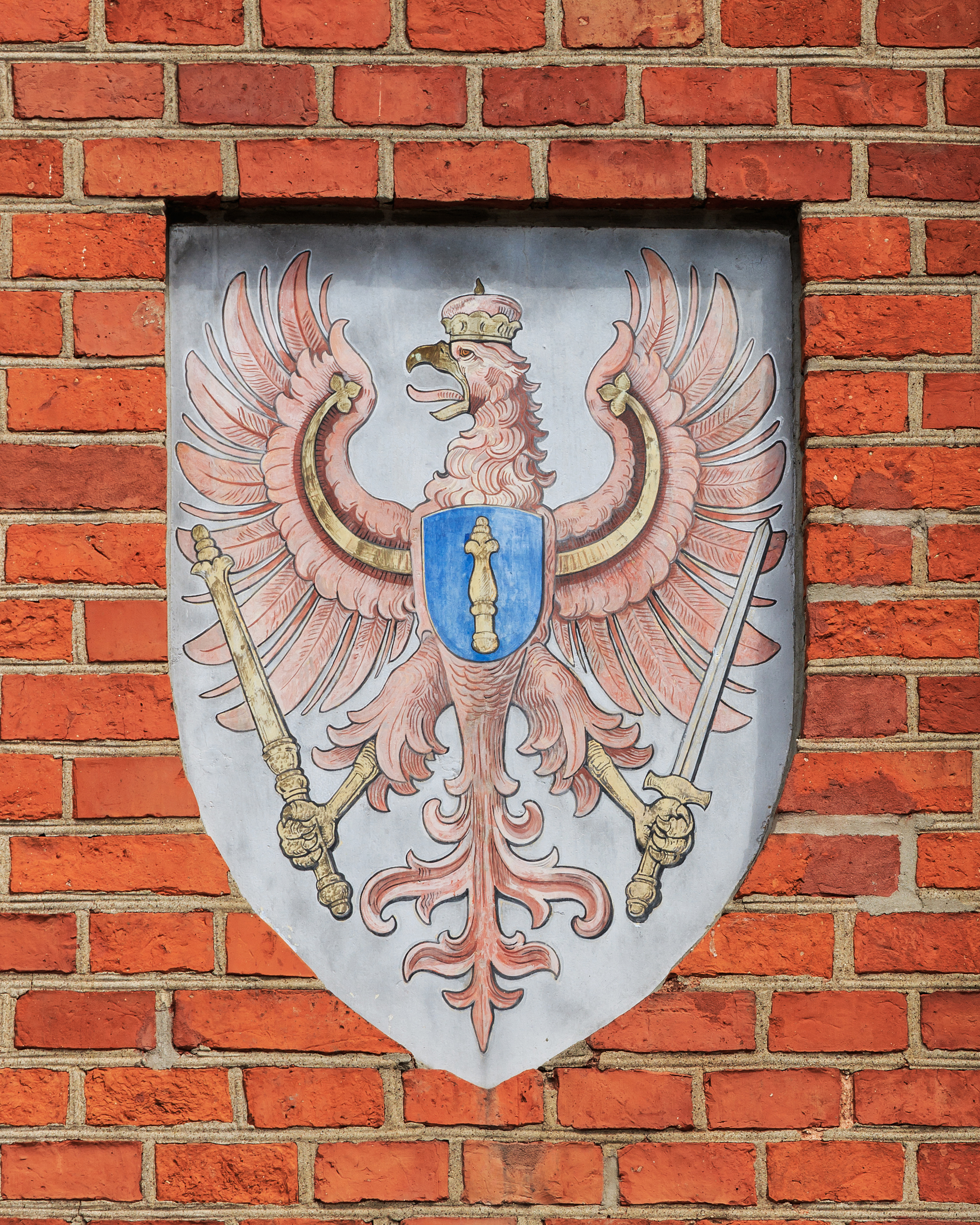
Herb Brandenburgii
Herb Brandenburgii